# Thomas Zehetmair
Thomas Zehetmair (* 23. November 1961 in Salzburg) ist ein österreichischer Violinist und Dirigent.

## Biografie
Zehetmair studierte am Mozarteum in Salzburg und nahm Meisterkurse bei Franz Samohyl, Max Rostal und Nathan Milstein. 1977 debütierte er bei den Salzburger Festspielen, 1978 gewann er den ersten Preis beim Internationalen Mozart-Wettbewerb des Salzburger Mozarteums, im Folgejahr gab er sein Debüt im Großen Musikvereinssaal des Wiener Musikvereins.

## Der Solist
Neben den Werken des klassisch-romantischen Violinrepertoires beschäftigt Zehetmair sich auch intensiv mit Kompositionen der zeitgenössischen Musik. Zu den Musikstücken, die er zur Uraufführung brachte, zählen Violinkonzerte von James Dillon, Carlos Veerhoff und Hans-Jürgen von Bose sowie das ihm gewidmete Violinkonzert von Heinz Holliger. Große Anerkennung fanden auch seine Interpretation von Werken der klassischen Moderne, so z. B. von Alban Bergs Violinkonzert oder dem Concerto funebre von Karl Amadeus Hartmann.
Thomas Zehetmair gastiert regelmäßig bei den führenden Orchestern Europas und Amerikas und konzertierte unter der Leitung von Dirigenten wie Daniel Barenboim, Christoph von Dohnányi, Sir John Eliot Gardiner, Nikolaus Harnoncourt, Sir Charles Mackerras, Kent Nagano, Sir Simon Rattle und Esa-Pekka Salonen.

## Der Dirigent
Seit über zwanzig Jahren steht Thomas Zehetmair auch auf den Dirigentenpodien internationaler Orchester und war u. a. Gastdirigent der Camerata Salzburg, des Hungarian National Orchestra, des London Philharmonic Orchestra, der Bamberger Symphoniker und des Toronto Symphony Orchestra. Seit 2002 hat er den Posten des Chefdirigenten der Northern Sinfonia in England inne und ist Artistic Partner des St. Paul Chamber Orchestra in den USA. Im Sommer 2011 gab Thomas Zehetmair sein Dirigenten-Debüt bei den Salzburger Festspielen. Seit der Spielzeit 2012/13 bekleidet er auch die Position des Chefdirigenten des Orchestre de chambre de Paris. Seit der Saison 2016/17 ist Zehetmair Chefdirigent beim Musikkollegium Winterthur, mit Beginn der Saison 2019/20 Chefdirigent des Stuttgarter Kammerorchesters.

## Der Kammermusiker
Als aktiver Kammermusiker arbeitet Thomas Zehetmair darüber hinaus mit verschiedenen Kammermusikensembles, u. a. als Partner von Alfred Brendel und Heinrich Schiff. 1994 gründete er sein eigenes Ensemble, das Zehetmair Quartett, das sich mittlerweile in der Weltspitze der Streichquartette etabliert hat. Zu dessen Höhepunkten zählen ein Konzertzyklus in der Wigmore Hall (2007/2008), in dem das Ensemble alle schumannschen Streichquartette aufführte, die Uraufführung von Heinz Holligers Streichquartett Nr. 2 in der Kölner Philharmonie (2008) sowie ein Konzert in New York anlässlich der Feierlichkeiten zu Elliott Carters 100. Geburtstag (April 2009). Die Aufnahmen des Zehetmair Quartetts von Bartóks, Hartmanns und Schumanns Werken sind zudem preisgekrönt.
Am Rande seiner Konzertauftritte bestimmt eine rege Aufnahmetätigkeit Thomas Zehetmairs Wirken: Thomas Zehetmair hat den größten Teil des Violinrepertoires eingespielt, zahlreiche seiner Veröffentlichungen sind vielfach ausgezeichnet (3 Gramophone Awards, 3 Diapason d’or de l’année und 2 Midem Classical Awards, Preis der deutschen Schallplattenkritik).
Zu den jüngst erschienenen Aufnahmen gehören Bernd Alois Zimmermanns Violinkonzert mit dem WDR Sinfonieorchester Köln unter Heinz Holligers Leitung (Diapason d’Or de l’Année), die 24 Paganini-Capricen (Bestenliste Preis der deutschen Schallplattenkritik, Midem Classic Award 2010) sowie Mozarts Violinkonzerte mit dem Orchestra of the Eighteenth Century unter Frans Brüggen, die als Referenzaufnahmen bezeichnet werden. Des Weiteren ist bei ECM im März 2011 die Einspielung Manto and Madrigals erschienen, auf der Thomas Zehetmair und seine Duo-Partnerin Ruth Killius eine Reise durch das moderne und zeitgenössische Repertoire für Violine und Viola unternehmen. Ein früher Höhepunkt seiner Schallplattenkarriere ist die Aufnahme der Kreutzer-Sonate von Ludwig van Beethoven mit Malcolm Frager.
Gelegentlich greift der Künstler auch zur Bratsche, zum Beispiel in der Aufnahme der Märchenbilder von Robert  Schumann mit dem Pianisten Cyprien Katsaris.

## Auszeichnungen
Für seine herausragenden Mozartinterpretationen erhielt der Künstler 1992 den renommierten CD-Preis „Wiener Flötenuhr“. Für die Einspielung der Violinkonzerte von Karol Szymanowski mit dem City of Birmingham Symphony Orchestra unter Sir Simon Rattles Leitung erhielt Thomas Zehetmair 1997 einen Gramophone Award. Zwei weitere Gramophone Awards folgten mit Robert Schumanns Streichquartetten mit dem Zehetmair Quartett (2003, Record of the Year) und Edward Elgars Violinkonzert mit dem Hallé Orchestra Manchester unter Mark Elder (2010).
2005 erhielt Thomas Zehetmair für seine vielseitige künstlerische Tätigkeit als Solist, Dirigent und Kammermusiker die Ehrenurkunde des Preises der deutschen Schallplattenkritik.
2007 zeichnete ihn das Land Steiermark mit dem Karl-Böhm-Interpretationspreis aus. Außerdem wurde ihm die Ehrendoktorwürde der Hochschule für Musik Franz Liszt in Weimar verliehen.

## Aufnahmen

### Berlin Classics - Edel Company
- Vivaldi Le quattro stagioni – La tempesta di Mare, Camerata Bern, Berlin Classics – Edel Company, Ed BC 0011842, 1996, Camerata Bern, Thomas Zehetmair (Solist und Dirigent)
- Béla Bartók, Violinkonzerte Nr. 1 und 2, Berlin Classics – Edel Company, Ed BC 1134-2, 2010, Thomas Zehetmair (Violine) Budapest Festival Orchestra, Iván Fischer
- J. S. Bach, Violinkonzerte BWV 1042, 1041, 1052, 1056, Berlin Classics – Edel Company BC 1114-2, 2008, Thomas Zehetmair (Violine), Amsterdamer Bach Solisten

### ECM Records GmbH
- Verklärte Nacht, ECM-Records-Verlag; Berlin: Universal Music (ECM New Series 1714), 1995/1999, Thomas Zehetmair (Violine, Dirigent), Camerata Bern
- Karl Amadeus Hartmann / Béla Bartók, ECM-Records-Verlag; Berlin: Universal Music (ECM New Series 1727), 2001, Zehetmair Quartett
- Heinz Holliger: Violinkonzert, ECM-Records-Verlag; Berlin: Universal Music (ECM New Series 1890), 2002, Thomas Zehetmair (Violine), SWR Sinfonieorchester, Heinz Holliger
- Robert Schumann, ECM-Records-Verlag; Berlin: Universal Music (ECM New Series 1793), 2003, Zehetmair Quartett
- Lauds and lamentations, Gräfelfing: ECM-Records-Verlag; Berlin: Universal Music, 2003, (2 CD), Thomas Zehetmair (Violine), Ruth Killius (Viola), Thomas Demenga (Violoncello)
- Eugène Ysaye: Sonates pour violon solo, Gräfelfing: ECM-Records-Verlag; Berlin: Universal Music, 2004, Thomas Zehetmair (Violine)
- Béla Bartók / Paul Hindemith, ECM-Records-Verlag; Berlin: Universal Music (ECM New Series 1874), 2007, Zehetmair Quartett
- Bernd Alois Zimmerman: Canto Di Speranza, ECM-Records-Verlag; Berlin: Universal Music (ECM 4766885), 2009, Thomas Zehetmair (Violine), Thomas Demenga (Violoncello), Gerd Böckmann (Sprecher), Robert Hunger-Bühler (Sprecher), Andreas Schmidt (Bass), WDR-Symphonieorchester Köln, Heinz Holliger
- Niccolo Paganini: 24 Capricci für Violine solo, ECM-Records-Verlag; Berlin: Universal Music (ECM New Series 2124-4763318), Thomas Zehetmair (Violine)
- Manto and madrigals, Gräfelfing: ECM-Records-Verlag; Berlin: Universal Music, Vertrieb, P 2011, Thomas Zehetmair (Violine), Ruth Killius (Viola)

### EMI Classics
- Szymanowski, EMI Classics (EMI) 07243 5556072, 1996, Thomas Zehetmair (Violine), Silke Avenhaus (Klavier), City of Birmingham Orchestra, Sir Simon Rattle
- Wolfgang Amadeus Mozart, Violinkonzerte Nr. 1–5, Sinfonia Concertante, Glossa (GCD 921108), 2009, Thomas Zehetmair (Violine), Ruth Killius (Viola), Orchestra of the Eighteenth Century, Dirigent: Frans Brüggen, Live-Mitschnitte aus Brasilien und den Niederlanden

### Hallé Concerts Society
- Edward Elgar, Violinkonzert, 2010, Thomas Zehetmair (Violine), Hallé Orchestra Manchester, Sir Mark Elder

### Philips Classics
- Oboenkonzerte von Johann Sebastian Bach und Carl Philipp Emanuel Bach, Philips (Universal), 1998, Camerata Bern, Heinz Holliger (Oboe und Dirigent)
- Schubert Forellenquintett, Philips Universal (446 001-2), 1995, Thomas Zehetmair, Tabea Zimmermann (Violine), Richard Duven (Violoncello) und Peter Riegelbauer (Kontrabass), Alfred Brendel (Klavier)
- Ludwig van Beethoven, Violinkonzert, Violinromanzen Nr. 1 und 2, Philips Universal 02894 6212325, 2009, Thomas Zehetmair (Violine), Orchestra of the 18th Century, Frans Brüggen

### Teldec Classics/ Warner Classics
- Violinkonzerte von Berg, Janáček und Hartmann, Teldec (Warner), 2292-46449-2, 1997, Thomas Zehetmair (Violine), Deutsche Kammerphilharmonie, Philharmonia Orchestra, Heinz Holliger
- Dvořák / Schumann, Violin concertos, Teldec (Warner), 2292-46328-2, 2000, Thomas Zehetmair (Violine), Philharmonia Orchestra London, Eliahu Inbal
- Schönberg / Berg, Teldec (Warner), 2292-46019-2, Thomas Zehetmair (Violine), Oleg Maisenberg (Klavier), Chamber Orchestra of Europe, Heinz Holliger
- Thomas Zehetmair – The Complete Teldec Recordings, Teldec (Warner), 2010 (1980–1993), Thomas Zehetmair (Violine) und andere
- Brahms Violinkonzert, Teldec (Warner), 2007, Thomas Zehetmair (Violine), Cleveland Orchestra, Christoph von Dohnányi
- Sibelius, Violin Concerto, Eastwest (Warner), 9031 74784-2, 1991, Thomas Zehetmair (Violine), Gewandhausorchester Leipzig, Kurt Masur
- Joseph Haydn / Michael Haydn, Violinkonzerte C-Dur und B-Dur, Teldec 6 42917 AZ, 1983, Franz-Liszt-Kammerorchester, Thomas Zehetmair (Violine und Leitung)
- J. S. Bach, Sonaten & Partiten für Violine solo, Teldec (Warner), 63984 2103527, 2007, Thomas Zehetmair (Violine)
- Ludwig van Beethoven, Violin Sonatas, Teldec (Warner), 9031-75856-2 ZS, 2000, Thomas Zehetmair (Violine), Malcolm Frager (Klavier)
- L. v. Beethoven / W. A. Mozart / F. Schubert, Violinkonzert, Romanze und Adagio, Teldec (Warner) 2292-46448-2, 1998, Thomas Zehetmair (Violine und Leitung), Deutsche Kammerphilharmonie, Philharmonia Orchestra
- Duos for Violin and Viola, Teldec (Warner), 2292-44192-2, 1992, Thomas Zehetmair (Violine), Tabea Zimmermann (Viola)
- Paganini, 24 Caprices, Erato (Warner) 9031-76259-2, 2008, Thomas Zehetmair (Violine)
- Schumann, Fantasie op. 131, Teldec (Warner), 131 2292-44190-2, 2007, Thomas Zehetmair (Violine) Philharmonia Orchestra, Christoph Eschenbach
- Harnoncourt dirigiert Mozart, „Haffner“-Serenade KV 250, Teldec (Warner), 2292-43040-2, 1986, Thomas Zehetmair (Violine), Staatskapelle Dresden, Nikolaus Harnoncourt
- Mozart, The Violin Concertos, Teldec (Warner), 2292-46340-2, 2007, Philharmonia Orchestra London, Thomas Zehetmair (Violine und Leitung)

## Einspielungen als Dirigent

### AVIE Records
- Brahms, Konzert für Violine und Orchester / Schumann, Sinfonie Nr. 4 d-moll, Avie Records, AV 2125, 2007, Northern Sinfonia, Thomas Zehetmair (Violine und Leitung)
- I. Strawinsky, Konzert für Violine und Orchester D-Dur / J. Sibelius, Sinfonie Nr. 3 Sinfonie Nr. 6, Avie Records, 2009, Northern Sinfonia, Thomas Zehetmair (Violine und Leitung)
- Franz Schubert Symphonie Nr. 6 / Hans Gal Symphonie Nr. 1: Kindred Spirits, Avie (Musikwelt Tonträger e.Kfr.), 2011, Thomas Zehetmair (Dirigent), Northern Sinfonia
- Franz Schubert Symphonie Nr. 9 / Hans Gal Symphonie Nr. 9: Kindred Spirits, Avie (Musikwelt Tonträger e.Kfr.), 2012, Thomas Zehetmair (Dirigent), Northern Sinfonia

### NMC Recordings
- Unknown Britten, NMC Recordings, 2009, Sandrine Piau, Michael Collins, Rolf Hind, Northern Sinfonia, Thomas Zehetmair